# Relació Lyddane-Sachs-Teller
En la física de la matèria condensada, la relació Lyddane–Sachs–Teller (o relació LST) determina la relació de la freqüència natural de les vibracions de la xarxa òptica longitudinal (fonons) ({\displaystyle \omega _{\text{LO}}}) d'un cristall iònic a la freqüència natural de la vibració de la xarxa òptica transversal ({\displaystyle \omega _{\text{TO}}}) per a longituds d'ona llargues (vector d'ona zero).   La relació és la de la permitivitat estàtica {\displaystyle \varepsilon _{\text{st}}} a la permitivitat de les freqüències en el rang visible {\displaystyle \varepsilon _{\infty }}.
{\displaystyle {\frac {\omega _{\text{LO}}^{2}}{\omega _{\text{TO}}^{2}}}={\frac {\varepsilon _{\text{st}}}{\varepsilon _{\infty }}}}
La relació és vàlida per als sistemes amb una única branca òptica, com els sistemes cúbics amb dos àtoms diferents per cel·la unitat. Per als sistemes amb moltes ramificacions de fonons, la relació no es manté necessàriament, ja que la permitivitat per a qualsevol parell de modes longitudinals i transversals serà alterada pels altres modes del sistema. La relació Lyddane-Sachs-Teller rep el nom dels físics RH Lyddane, Robert G. Sachs i Edward Teller.

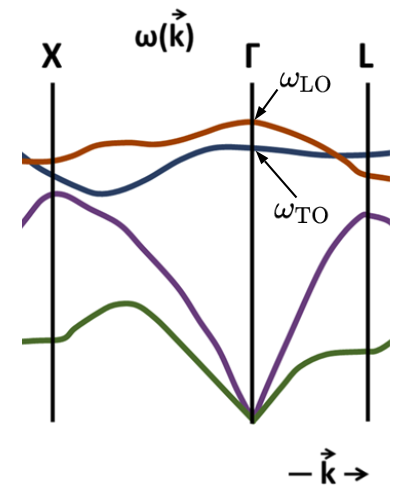
Estructura de la banda fonònica en GaAs. La separació entre les freqüències de fonons LO i TO prop del punt Γ (vectors d'ona petita) es descriu per la relació LST. Tingueu en compte que aquesta trama mostra vectors d'ona molt més alts que els que es consideren a continuació, i l'escala no pot no mostrar la hibridació de la branca TO amb la llum (que estaria molt a prop de Γ).

## Origen i limitacions
La relació Lyddane-Sachs-Teller s'aplica a les vibracions de la xarxa òptica que tenen una densitat de polarització neta associada, de manera que poden produir camps electromagnètics de llarg abast (en intervals molt més llargs que les distàncies entre àtoms). La relació suposa una vibració de gelosia òptica polar idealitzada ("infraroja activa") que contribueix a la permitivitat depenent de la freqüència descrita per un oscil·lador Lorentzian sense pèrdues:
{\displaystyle \varepsilon (\omega )=\varepsilon (\infty )+(\varepsilon (\infty )-\varepsilon _{st}){\frac {\omega _{\text{TO}}^{2}}{\omega ^{2}-\omega _{\text{TO}}^{2}}},}
on {\displaystyle \varepsilon (\infty )} és la permitivitat a altes freqüències, {\displaystyle \varepsilon _{st}} és la permitivitat estàtica de CC, i {\displaystyle \omega _{\text{TO}}} és la freqüència d'oscil·lació "natural" de la vibració de la gelosia tenint en compte només les forces de restauració de curt abast (microscòpiques).

Relació de dispersió de polaritons fonònics en GaP. Les corbes vermelles són les relacions de dispersió de fonons i fotons desacoblats, les corbes negres són el resultat de l'acoblament (de dalt a baix: polariton superior, fonó LO, polariton inferior). La relació LST relaciona les freqüències de la corba vermella horitzontal i la intercepció de la corba negra a k=0.

L'equació anterior es pot connectar a les equacions de Maxwell per trobar el conjunt complet de modes normals incloent totes les forces de restauració (de curt i llarg abast), que de vegades s'anomenen polaritons de fonons. Aquests modes estan representats a la figura. A cada vector d'ona hi ha tres modes difer
- es produeix un mode d'ona longitudinal amb una dispersió essencialment plana a la freqüència {\displaystyle \omega _{\text{LO}}}.
  - En aquest mode, el camp elèctric és paral·lel al vector d'ona i no produeix corrents transversals, per tant és purament elèctric (no hi ha camp magnètic associat).
  - L'ona longitudinal és bàsicament sense dispersió i apareix com una línia plana a la trama en freqüència {\displaystyle \omega _{\text{LO}}}. Això roman "separat" de la freqüència d'oscil·lació nua fins i tot en vectors d'ona alta, perquè la importància de les forces de restauració elèctrica no disminueix en vectors d'ona alts.

- apareixen dos modes d'ona transversal (en realitat, quatre modes, en parells amb idèntica dispersió), amb un comportament de dispersió complex.
  - En aquests modes, el camp elèctric és perpendicular al vector d'ona, produint corrents transversals, que al seu torn generen camps magnètics. Com que la llum també és una ona electromagnètica transversal, el comportament es descriu com un acoblament dels modes de vibració transversal amb la llum dins del material (a la figura, es mostra com a línies discontínues vermelles).
  - En vectors d'ona alts, el mode inferior és principalment vibracional. Aquest mode s'acosta a la freqüència "nua". {\displaystyle \omega _{\text{TO}}} perquè les forces de restauració magnètica es poden descuidar: els corrents transversals produeixen un petit camp magnètic i el camp elèctric induït magnèticament també és molt petit.
  - A zero, o vector d'ona baix, el mode superior és principalment vibracional i la seva freqüència coincideix amb el mode longitudinal, amb freqüència. {\displaystyle \omega _{\text{LO}}}. Aquesta coincidència és requerida per consideracions de simetria i es produeix a causa dels efectes de retard electrodinàmic que fan que la retroacció magnètica transversal es comporti de manera idèntica a la retroacció elèctrica longitudinal. [6]

El mode longitudinal apareix a la freqüència on la permitivitat passa per zero, és a dir {\displaystyle \varepsilon (\omega _{\text{LO}})=0}. La resolució d'això per a la ressonància lorentziana descrita anteriorment dóna la relació Lyddane–Sachs–Teller.
Com que la relació Lyddane-Sachs-Teller es deriva de l'oscil·lador Lorentzian sense pèrdues, es pot trencar en materials realistes on la funció de permitivitat és més complicada per diverses raons:
- Els fonons reals tenen pèrdues (també conegudes com a amortiment o dissipació).
- Els materials poden tenir múltiples ressonàncies fonòniques que se sumen per produir la permitivitat.
- Pot haver-hi altres graus de llibertat elèctricament actius (en particular, electrons mòbils) i oscil·ladors no lorentzians.

En el cas de múltiples oscil·ladors Lorentzians amb pèrdues, hi ha relacions de Lyddane-Sachs-Teller generalitzades disponibles. En general, la permitivitat no es pot descriure com una combinació d'oscil·ladors de Lorentizan, i la freqüència del mode longitudinal només es pot trobar com un zero complex a la funció de permitivitat.